# ホーコン (スウェーデン王)

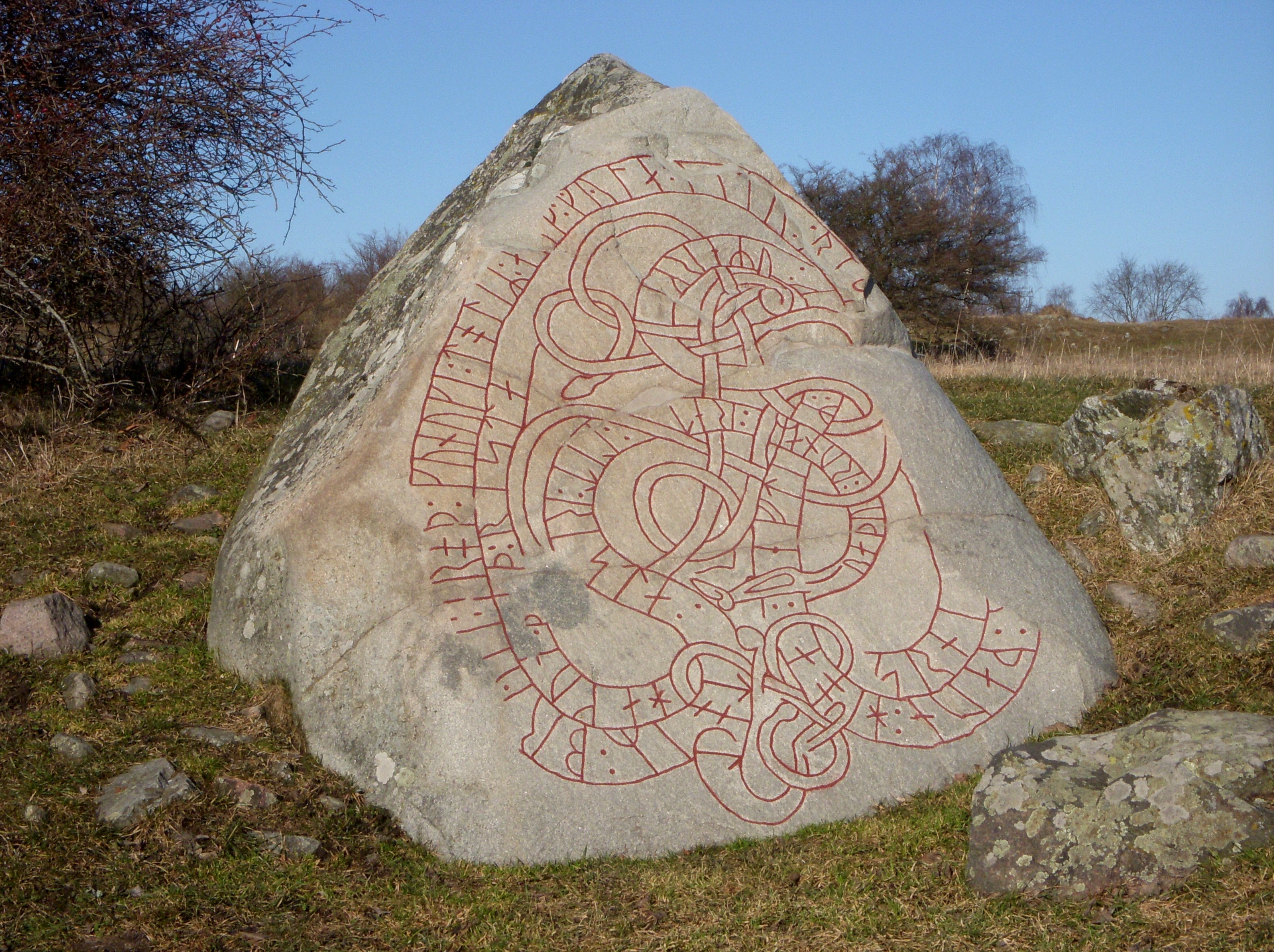
ウップランドのルーン石碑 U 11。おそらくホーコン赤王の依頼により彫られた。

ホーコン赤王（スウェーデン語：Håkan Röde, ? - 1079年ごろ）は、11世紀後半のスウェーデン王。ホーコンに関する情報は乏しく、ほとんどが矛盾している。治世に関しても不明である。
スウェーデンの歴史家アドルフ・シュックは、ブロット＝スヴェンはホーコン赤王の異名であった可能性があると主張している。
赤王というあだ名は、13世紀初頭に書かれた『ヴェステルイェートランド法』の君主一覧表に由来している。これによると、ホーコン赤王はヴェステルイェートランドのレーヴェネで生まれたという。

## 王位の継承
資料には矛盾があるものの、ホーコンがステンキルの王位継承者であったということは、一般的に正しいものとして受け入れられている。おそらくホーコンは1066/70年ごろからスウェーデンの一部を（ステンキルあるいはハルステンの継承者として）支配し、1075年ごろよりウップランドを（アーヌンド・ゴードスケの継承者として）支配したとみられる。『Nationalencyklopedin』の歴代王一覧ではアーヌンド・ゴードスケが除外され、ホーコンがハルステンの継承者とされている。『Nationalencyklopedin』はまた、1080年代にホーコンがインゲ1世とともに王位についていた可能性があるとしている。教皇グレゴリウス7世の書簡は、ヴェステルイェートランドの王であるホーコンまたはハルステンのいずれかと一緒にインゲに宛てて出されており、十分の一税を集め、教育を受けさせるため司祭をローマに派遣するよう命じている。
『ブリタニカ百科事典』によると、ヴァイキング時代の末期（1050年ごろ）はスウェーデンは州の緩やかな連合体であったという。スウェーデンの前王家（ユングリング家）は1060年に断絶し、前王家の最後の王の婿にあたるステンキルが1066年に死去した後、内乱が勃発した。そして1080年ごろにステンキルの息子インゲとハルステンが統治をおこなったとされている。「内乱」が起きた期間が1066年から1080年までで正しい場合、その時代の統治者は「王」と「軍事指導者」の中間のようなものであったと考えられる。スウェーデンのこの時代を総じて一直線の帝権移譲論的な王位継承で説明することは、推測上の歴史修正主義に基づいて少なくとも部分的には可能であるが、当時の状況は13世紀初頭以降とは異なっていたとみられる。

### ブレーメンのアダムによる記述
ブレーメンのアダムが著した『ハンブルク＝ブレーメン大司教史』（1070年代から1080年代初頭にかけて著された）の傍注には、ホーコンはステンキルの息子ハルステンが廃位され、アーヌンド・ゴードスケも退けられた後に王に選ばれたと記されている。ホーコンは即位にあたり、「若いオーラヴの母親と結婚する」こととされた。オーラヴが誰を指しているのかはアダムの文章からは明らかでないが、オーラヴはノルウェー王オーラヴ3世であるとも考えられており、その母トーラ・トールベルグスダッテルはノルウェーのユングリング家の同族の子孫であった。証明するものはないが、この結婚はおそらくホーコンの支配に対する支持を得るために政治的に十分に計画されたものであったと考えられている。歴史家ストゥーレ・ボリンは、オーラヴの母親に関する一節は、実際にはトーラ・トールベルグスダッテルがデンマーク王スヴェン2世と結婚したことについての記述であり、ホーコンとは何の関係もないとしている。

### 『ヴェステルイェートランド法』の君主一覧表
『ヴェステルイェートランド法』によると、ホーコンはステンキルの「前に」13年間在位したとされている。ホーコンはヴェステルイェートランドのレーヴェネで生まれ、死後そこに埋葬されたという。レーヴェネ領はステンキルとも関係があり、ホーコンがステンキルと同じ一族に生まれた可能性があることを示している。13世紀の別のスウェーデン王一覧には、ステンキル - ハルステン - ネスコヌング - ブロット＝スヴェン - ホーコン赤王 - インゲ1世の順で記されている。

### サガにおける記述
スノッリ・ストゥルルソンの『ヘイムスクリングラ』の中の『マグヌス裸足王のサガ』（1225年）においては、ホーコンはステンキル（1066年没）の「後に」王位にあったと記されている。
スウェーデン王ステンキルは、2人のハーラルが倒れたのとほぼ同じ頃に死去し、その後にスウェーデンで即位した王はホーコンと呼ばれた。その後、ステンキルの息子インゲが王となり、[...]
同様に、13世紀に成立した『ヘルヴォルとヘイズレク王のサガ』においても、以下のように記されている。
ステンキルにはインゲという息子がおり、ホーコンの後にスウェーデン王となった。

## ルーン石碑

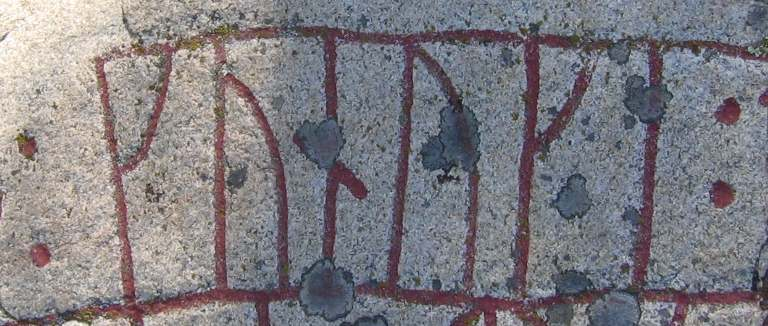
ルーン石碑 U 11に記されているkunungi（"king"）の文字。

ホーヴゴーデン（スウェーデン、ウップランド、メーラレン湖にあるアデルスユー島）で見つかったルーン石碑の彫刻を命じたのは、おそらくホーコン赤王であったとみられる。このルーン石碑のルーンデータ目録番号はU 11である。